# Valencia (Bukidnon)

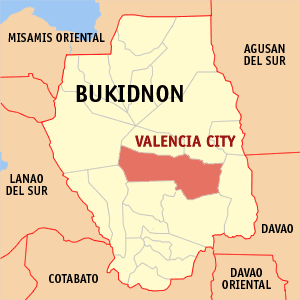
Valencias läge i Bukidnon

Valencia (officiellt City of Valencia) är en stad på ön Mindanao i Filippinerna. Den ligger i provinsen Bukidnon i regionen Norra Mindanao och har 147 924 invånare (folkräkning 1 maj 2000).
Staden är indelad i 31 smådistrikt, barangayer, varav 28 är klassificerade som landsbygdsdistrikt och endast 3 som tätortsdistrikt.